# دزا

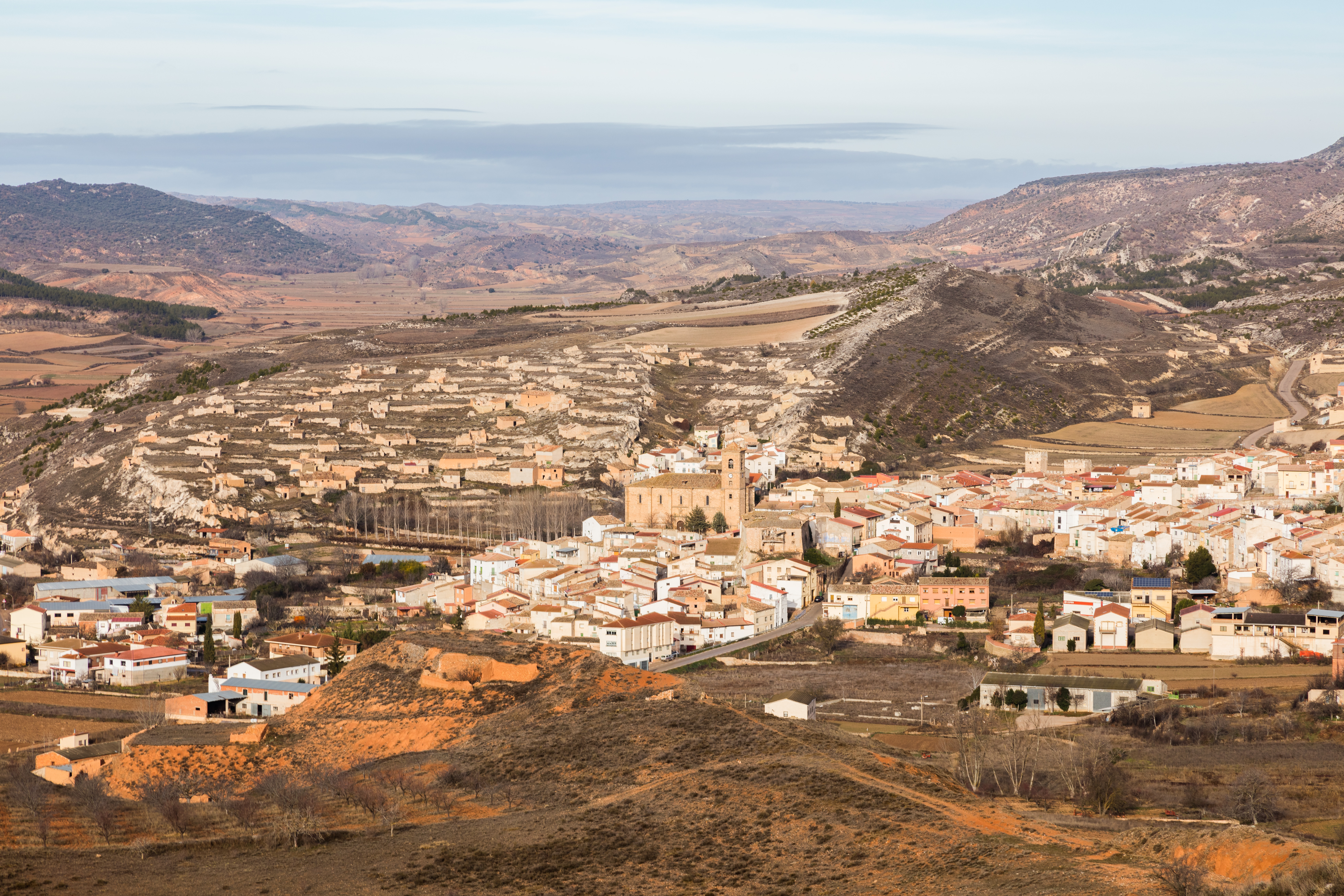
نمایی از منطقهٔ مسکونی دزا در استان سریا - ۲۰۱۵

دزا (اسپانیایی: Deza, Soria‎) یک منطقه مسکونی در استان سریا در بخش خودمختار کاستیا و لئون در کشور اسپانیا است.